# Santiago Tamayo Gómez
Santiago Tamayo Gómez (Bogotá, Colombia; 29 de noviembre de 2002) es un futbolista colombiano. Juega como lateral derecho y actualmente milita en Santa Fe de la Categoría Primera A colombiana.

## Trayectoria

### Santa Fe
Debutó el 31 de marzo del año 2022 contra el Deportivo Pasto en la tercera ronda de la Copa Colombia. En los octavos de final de la competición, disputó completo el partido de vuelta contra el Junior.
Su debut en liga, se dio en la jornada 20 del apertura de la Categoría Primera A el 14 de mayo contra Once Caldas, jugó todo el primer tiempo, para iniciar el segundo, entra Andrey Estupiñán en su lugar.

### Orsomarso
En 2023 llega al Orsomarso en forma de préstamo. Logró buenas actuaciones en el equipo vallecaucano marcando tres goles durante toda la temporada. Su primer gol se daría ante Atlético Huila por la Copa Colombia.

### Tigres
A inicios de 2024 llega como refuerzo a Tigres en donde se convirtió en pieza clave llegando a ser capitán e inamovible del equipo felino.

### Segunda etapa en Santa Fe
Tras su excelente rendimiento con  Tigres vuelve al campeón Santa Fe para el segundo semestre de 2025 bajo el mando del entrenador Jorge Bava.

## Clubes
| Club      | País     | Año             | Partidos | Goles |
| --------- | -------- | --------------- | -------- | ----- |
| Santa Fe  | Colombia | 2022            | 3        | 0     |
| Orsomarso | Colombia | 2023            | 28       | 3     |
| Tigres    | Colombia | 2024-2025       | 44       | 0     |
| Santa Fe  | Colombia | 2025 - Presente | 1        | 0     |